# C11orf87
C11orf87 (англ. Chromosome 11 open reading frame 87) – білок, який кодується однойменним геном, розташованим у людей на 11-й хромосомі. Довжина поліпептидного ланцюга білка становить 197 амінокислот, а молекулярна маса — 20 623.
| 10         |  | 20         |  | 30         |  | 40         |  | 50         |
| ---------- |  | ---------- |  | ---------- |  | ---------- |  | ---------- |
| MSARAPKELR |  | LALPPCLLNR |  | TFASPNASGS |  | GNTGARGPGA |  | VGSGTCITQV |
| GQQLFQSFSS |  | TLVLIVLVTL |  | IFCLIVLSLS |  | TFHIHKRRMK |  | KRKMQRAQEE |
| YERDHCSGSR |  | GGGGLPRPGR |  | QAPTHAKETR |  | LERQPRDSPF |  | CAPSNASSLS |
| SSSPGLPCQG |  | PCAPPPPPPA |  | SSPQGAHAAS |  | SCLDTAGEGL |  | LQTVVLS    |

A: Аланін

C: Цистеїн

D: Аспарагінова кислота

E: Глутамінова кислота

F: Фенілаланін

G: Гліцин

H: Гістидин

I: Ізолейцин

K: Лізин

L: Лейцин

M: Метіонін

N: Аспарагін

P: Пролін

Q: Глутамін

R: Аргінін

S: Серин

T: Треонін

V: Валін

Локалізований у мембрані.